# Oliver Kayser

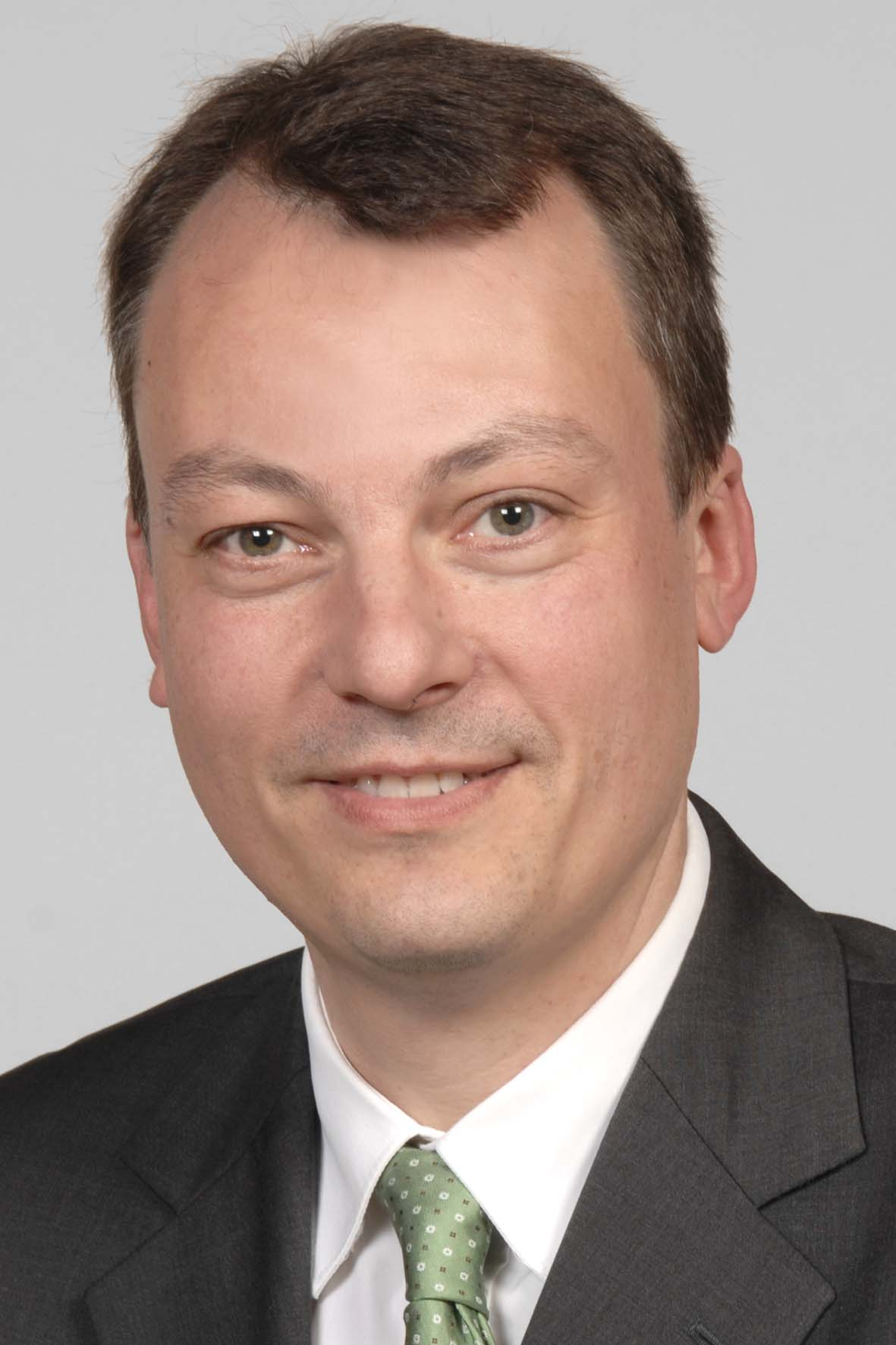
Oliver Kayser, 2010

Oliver Kayser (* 3. Mai 1967 in Recklinghausen) ist ein deutscher Pharmazeut und Hochschullehrer. Von Juni 2014 bis Oktober 2018 war Kayser Dekan der Fakultät Bio- und Chemieingenieurwesen an der Technischen Universität Dortmund.

## Ausbildung
Kayser studierte von 1986 bis 1991 Pharmazie an der Westfälischen Wilhelms-Universität Münster. Von 1991 bis 1992 war er als Predoctoral Fellow an der University of Florida in Gainesville. Von 1992 bis 1997 war er am pharmazeutischen Institut an der FU Berlin und absolvierte dort sein Postgraduiertenstudium (Ph.D.). Im Jahre 1998 wechselte er zum pharmazeutisch-technologischen Institut der FU Berlin. Im Jahr 2003 wurde er als Associate Professor für Naturstoffbiosynthese an der Reichsuniversität Groningen, Niederlande berufen, wo er bis zum Jahre 2010 als Professor in den Bereichen Biotechnologie und Angewandte Mikrobiologie sowie Biochemie und Molekularbiologie arbeitete. Seit 2010 ist er an der Technischen Universität Dortmund beschäftigt, an der er von 2014 bis 2018 Dekan der Fakultät Bio- und Chemieingenieurwesen war.

## Promotion
Kayser wurde promoviert am Fachbereich Biologie, Chemie und Pharmazie der FU Berlin auf dem Gebiet der Naturstoffchemie. Das Thema der Promotionsarbeit ist Phenolische Inhaltsstoffe von Pelargonium sidoides DC. Und Untersuchungen zur Wirksamkeit der Umcka-Droge (Pelargonium sidoides DC. Und Pelargonium reniforme CURT.).
Kayser erhielt am 28. November 2017 die Ehrendoktorwürde der Poznan University of Medical Sciences (PUMS).

## Habilitation
Kayser habilitierte sich am Fachbereich Biologie, Chemie und Pharmazie der FU Berlin auf dem Gebiet der Pharmazeutischen Technologie und Pharmazeutischen Biotechnologie. Das Thema der Habilitationsarbeit ist Biotechnologisch gewonnene Naturstoffe und Derivate, ihre antiparasitäre Testung in vitro / in vivo und pharmazeutische Formulierung zur Wirkoptimierung.

## Schwerpunkte der Forschung
- Biosynthesewege sekundärer Naturstoffe in Pflanzen
- Metabolic Engineering
- Metabolomics und Metabolic Profiling
- Pflanzenbiochemie
- Pflanzenbiotechnologie
- Forensische Analytik pflanzlicher Drogen
- Ionenmobilitätsspektrometrie

Bekannt wurde Kayser durch die biotechnologische Herstellung von Tetrahydrocannabinol (THC), dem Wirkstoff der Cannabis-Pflanze.

## Politik
Politisch engagierte Kayser sich in der FDP, für die er bei der Landtagswahl in Nordrhein-Westfalen 2017 als Direktkandidat im Wahlkreis Dortmund I antrat und 6,8 % der Erststimmen erreichte.
Nachdem er die FDP verlassen hat, gilt sein neues politisches Tätigungsfeld seit 2024 dem Unterstützerkreis im Kreis Recklinghausen des Bündnis Sahra Wagenknecht. Seit November 2024 gehört er als Sachkundiger Bürger für die Kreistagsfraktion des Bündnis Sahra Wagenknecht - Vernunft und Gerechtigkeit (BSW), dem Ausschuss für Klima, Nachhaltigkeit und Umwelt an.

## Schriften
- Phenolische Inhaltsstoffe von Pelargonium sidoides DC. und Untersuchungen zur Wirksamkeit der Umcka-Droge (Pelargonium sidoides DC. und Pelargonium reniforme CURT.). Shaker, Aachen 1997, ISBN 3-8265-2426-8 (Zugleich: Berlin, Freie Universität, Dissertation, 1997).
- als Herausgeber mit Rainer H. Müller: Pharmazeutische Biotechnologie. Wissenschaftliche Verlagsgesellschaft, Stuttgart 2000, ISBN 3-8047-1768-3.
- Grundwissen Pharmazeutische Biotechnologie (= Chemie in der Praxis). Teubner, Stuttgart u. a. 2002, ISBN 3-519-03553-7.
- mit Nils Averesch: Technische Biochemie. Die Biochemie und industrielle Nutzung von Naturstoffen. Springer Spektrum, Wiesbaden 2015, ISBN 978-3-658-05547-9.
- Summa Cum Laude. BOD, Hamburg 2017, ISBN 978-3-000-51123-3.